# 데니즈 알렉산더

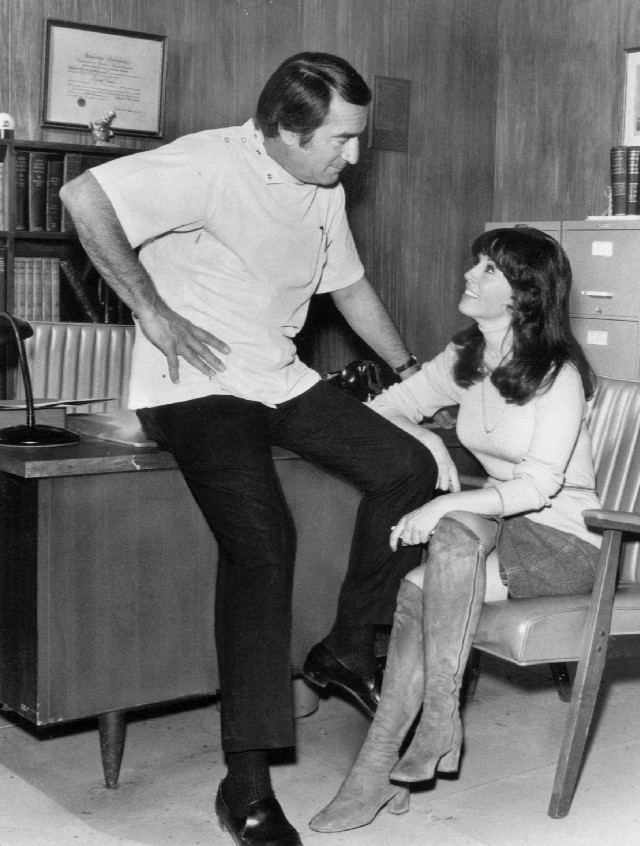

데니즈 알렉산더(Denise Alexander, 1939년 11월 11일 ~ )는 미국의 배우, 텔레비전 배우, 영화배우이다.
뉴욕에서 태어났다.

## 영화
- 다니엘  스틸 - 조야 (1995년)
- 미세스 엠마 (1986년)
- 맥베드(프랑스어판) (1983년)
- 우리 생애 나날들 (1965년)
- 제너럴 호스피털 (1963년)
- 전투 (1962년)
- 거리의 범죄 (1956년)